# 高等学校DX加速化推進事業
高等学校DX加速化推進事業（こうとうがっこうDXかそくかすいしんじぎょう）は、2024年（令和6年）度から文部科学省の高等学校施策における事業である。
通称はDXハイスクールである。

## 概要
⼤学教育段階で、デジタル・理数分野への学部転換の取組が進む中、その政策効果を最⼤限発揮するためにも、⾼校段階におけるデジタル等成⻑分野を⽀える⼈材育成の抜本的強化を実施する。

### 事業目的
デジタル等成⻑分野を⽀える⼈材育成の抜本的強化を目的とする。

### 事業の達成目標
- 成長分野の担い手増加
  - デジタル等成長分野の学部・学科への進学者の増加
    - 大学段階における理工系学部・学科の増加
    - 自然科学（理系）分野の学生割合5割目標
    - デジタル人材の増加[1]

## 事業内容
情報、数学等の教育を重視するカリキュラムを実施するとともに、ICTを活用した文理横断的・探究的な学びを強化する学校などに対して、そのために必要な環境整備の経費を支援する。

### 支援対象
- 公立・私立の高等学校等

### 補助上限額
- 1,000万円/校（1,000校程度）

### 補助率
- 定額補助